# Larissa Wiktorowna Zagarajewa
Larissa Wiktorowna Zagarajewa (russisch Лариса Викторовна Цагараева; * 4. Oktober 1958 in Wladikawkas, Russische SFSR) ist eine ehemalige sowjetische Florettfechterin.

## Erfolge
Larissa Zagarajewa wurde 1981 in Clermont-Ferrand mit der Mannschaft Weltmeisterin. Ein Jahr zuvor zog sie bei den Olympischen Spielen 1980 in Moskau gemeinsam mit Nailja Giljasowa, Jelena Nowikowa, Walentina Sidorowa und Irina Uschakowa in das Gefecht um die Goldmedaille ein. Dort unterlag die sowjetische Equipe Frankreich mit 6:9, sodass Zagarajewa die Silbermedaille erhielt.